# Yuji Ito
Yuji Ito (伊藤 裕二, Ito Yuji) est un footballeur japonais né le 20 mai 1965 à Kuwana.